# Яньтай

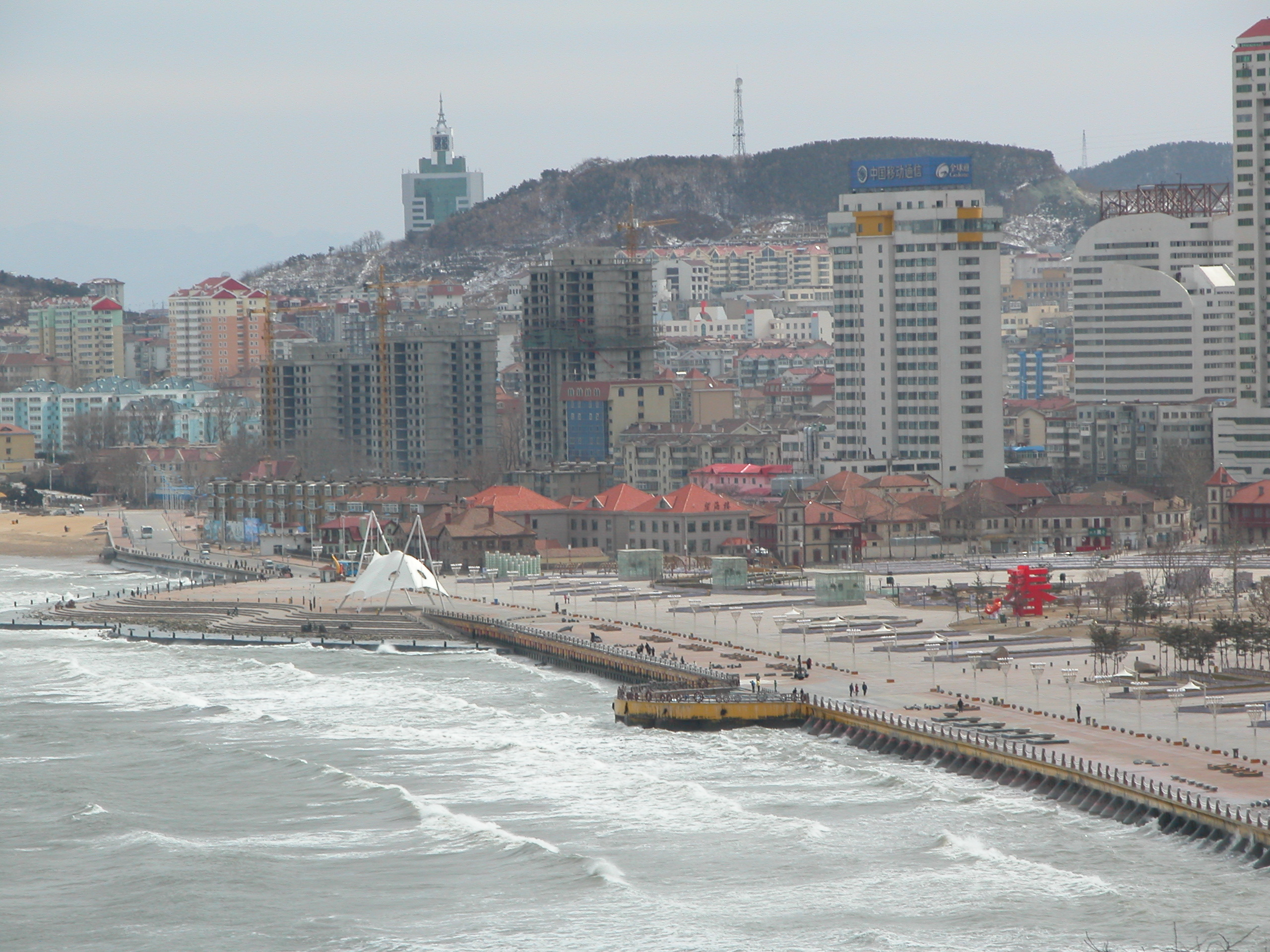
Побережье

Яньта́й (кит. упр. 烟台, пиньинь Yāntái, буквально: «наблюдательная башня, подающая дымовые сигналы», устар. Чифу) — городской округ в китайской провинции Шаньдун, на Шаньдунском полуострове.

## Название
Старое название Яньтая — кит. 芝罘, до империи Цин это писалось как кит. 之罘. Нормативное прочтение этих иероглифов — Чжифу, однако в древние времена они читались как Чифу. Это название происходит от названия горы Ч(ж)ифушань (кит. 芝罘山), которая упоминается ещё в «Ши цзи»: там записано, что когда в 28 году империи Цинь «император Цинь Шихуанди отправился на восток», он «взошёл на Чифушань» («秦始皇东巡，登之罘山»). Отсюда была отправлена экспедиция Сюй Фу в поисках легендарных островов небожителей (Пэнлай) и эликсира бессмертия.
Название же «Яньтай» происходит от горы Яньтайшань. Когда при империи Мин на 31 году правления под девизом «Хунъу» (1398 год) начались нападения пиратов-вако, в местных горах были организованы наблюдательные посты, которые в случае приближения врага должны были подавать сигнал: днём — дымом, ночью — огнём. Подобные посты коротко называли «Дымовыми помостами» (кит. 烟台, яньтай) — отсюда и название.

## История
В древности в этих местах жили некитайские народности, которые в исторических хрониках названы «восточными и» (東夷). Во времена династии Ся они образовали на территории современного городского уезда Лайчжоу собственное государство под названием Лай (萊國), которое позднее, в эпоху Воюющих царств, было аннексировано царством Ци.
После образования империи Цинь вся страна в рамках унификации административно-территориального деления была разделена на 48 округов — цзюнь (郡). Территория современного Яньтая входила в состав округа Цицзюнь (齊郡), который впоследствии, во времена империи Хань, был переименован в округ Дунлай (東萊郡). При империи Цзинь округ Дунлай стал уделом Дунлай (东莱国), потом — опять округом Дунлай, затем — областью Лайчжоу (莱州).
При империи Тан было введено деление Китая на 10 провинций, поэтому статус областей понизился. Яньтай входил в состав области Дэнчжоу (登州), потом был поднят в статусе до Лайчжоуской управы (萊州府) и в итоге при империи Цин стал Дэнчжоуской управой (登州府).
В июне 1858 года цинское правительство подписало в Тяньцзине договоры с Великобританией и Францией, в соответствии с которыми Дэнчжоу вошёл в число 10 портов, в которых разрешалось торговать иностранцам. 5 мая 1861 года по итогам Второй опиумной войны цинское правительство включило Яньтай в число «договорных портов». 22 августа 1862 года Яньтай был официально открыт для иностранной торговли, в городе открылись консульства 17 государств.
14 февраля 1862 года резиденция главы Дэнчжоу-Лайчжоу-Цинчжоуского военного округа была перенесена из Лайчжоу в Яньтай. В 1904 году (после повышения статуса области Цзяочжоу до «непосредственно управляемой») название округа было изменено на Дэнчжоу-Лайчжоу-Цинчжоу-Цзяочжоуский военный округ.

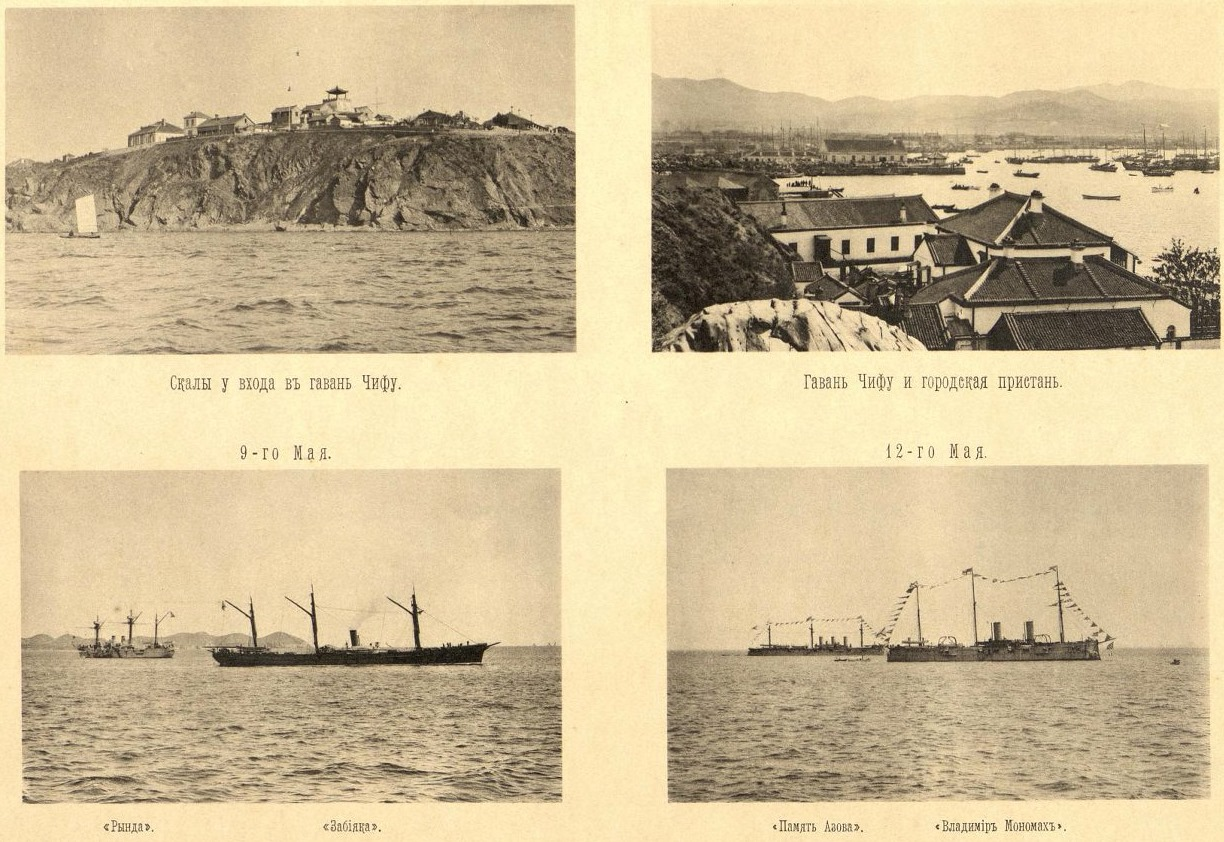
Город Чифу и русские корабли на рейде в 1895 г.

В 1876 году город стал местом подписания Чифуской конвенции между Китаем и Великобританией (один из «неравных договоров»).
В 1895 году в рамках военного противостояния с Японией Россия сосредоточила в порту около 20 военных кораблей Тихоокеанского и Средиземноморского флотов во главе с крейсерами «Память Азова» и «Владимир Мономах» под начальством вице-адмирала С. П. Тыртова, но до войны тогда не дошло.
12 ноября 1911 года с началом в Китае Синьхайской революции восточное отделение организации Тунмэнхой подняло восстание в Яньтае и на следующий день объявило о создании Военного правительства провинции Шаньдун (山东军政府), уже на следующий день переименованного в Яньтайское отделение военного правительства провинции Шаньдун (山东烟台军政分府).
После провозглашения Китайской республики в стране была проведена реформа структуры административного деления, в ходе которой были упразднены области и управы, но зато введён такой уровень административно-территориального деления, как «регион», и Яньтай в мае 1914 года был подчинён новообразованному Цзяодунскому региону (胶东道), который в 1925 году был переименован в Дунхайский регион (东海道). В 1928 году, после объединения Китая под властью партии Гоминьдан, деление провинций на регионы было упразднено. В 1934 году был создан Особый административный район Яньтай (烟台特别行政区), подчинённый напрямую правительству провинции Шаньдун.
После окончания гражданской войны и образования КНР на территории современного городского округа Яньтай были созданы такие административные единицы, как город провинциального подчинения Яньтай (烟台市), Специальный район Вэньдэн (文登专区) и Специальный район Лайян (莱阳专区). В 1956 году Специальный район Вэньдэн был присоединён к Специальному району Лайян. В 1958 году город Яньтай и Специальный район Лайян были слиты в Специальный район Яньтай (烟台专区), в 1967 году переименованный в Округ Яньтай (烟台地区). В ноябре 1983 года округ Яньтай был преобразован в городской округ Яньтай; территория бывшего города Яньтай стала районом Чжифу в его составе. В октябре 1987 года из района Хуаньцуй и городских уездов Жунчэн, Вэньдэн и Жушань был образован отдельный городской округ Вэйхай.
Постановлением Госсовета КНР от 5 июня 2020 года городской уезд Пэнлай и уезд Чандао были объединены в район городского подчинения Пэнлай.

## Административно-территориальное деление
Городской округ Яньтай делится на 5 районов и 6 городских уездов:
| Карта                                                                      | Карта    | Карта     | Карта        | Карта            | Карта         |
| -------------------------------------------------------------------------- | -------- | --------- | ------------ | ---------------- | ------------- |
| Чжифу Фушань Мупин Лайшань Лункоу Лайян Лайчжоу Пэнлай Чжаоюань Цися Хайян |          |           |              |                  |               |
| Статус                                                                     | Название | Иероглифы | Пиньинь      | Население (2020) | Площадь (км²) |
| Район                                                                      | Чжифу    | 芝罘区    | Zhīfú qū     |                  | 174           |
| Район                                                                      | Фушань   | 福山区    | Fúshān qū    |                  | 711           |
| Район                                                                      | Мупин    | 牟平区    | Mùpíng qū    |                  | 1519          |
| Район                                                                      | Лайшань  | 莱山区    | Láishān qū   |                  | 285           |
| Район                                                                      | Пэнлай   | 蓬莱区    | Pénglái qū   |                  | 1128          |
| Городской уезд                                                             | Лункоу   | 龙口市    | Lóngkǒu shì  |                  | 893           |
| Городской уезд                                                             | Лайян    | 莱阳市    | Láiyáng shì  |                  | 1731          |
| Городской уезд                                                             | Лайчжоу  | 莱州市    | Láizhōu shì  |                  | 1878          |
| Городской уезд                                                             | Чжаоюань | 招远市    | Zhāoyuǎn shì |                  | 1433          |
| Городской уезд                                                             | Цися     | 栖霞市    | Qīxiá shì    |                  | 2016          |
| Городской уезд                                                             | Хайян    | 海阳市    | Hǎiyáng shì  |                  | 1886          |

## Экономика

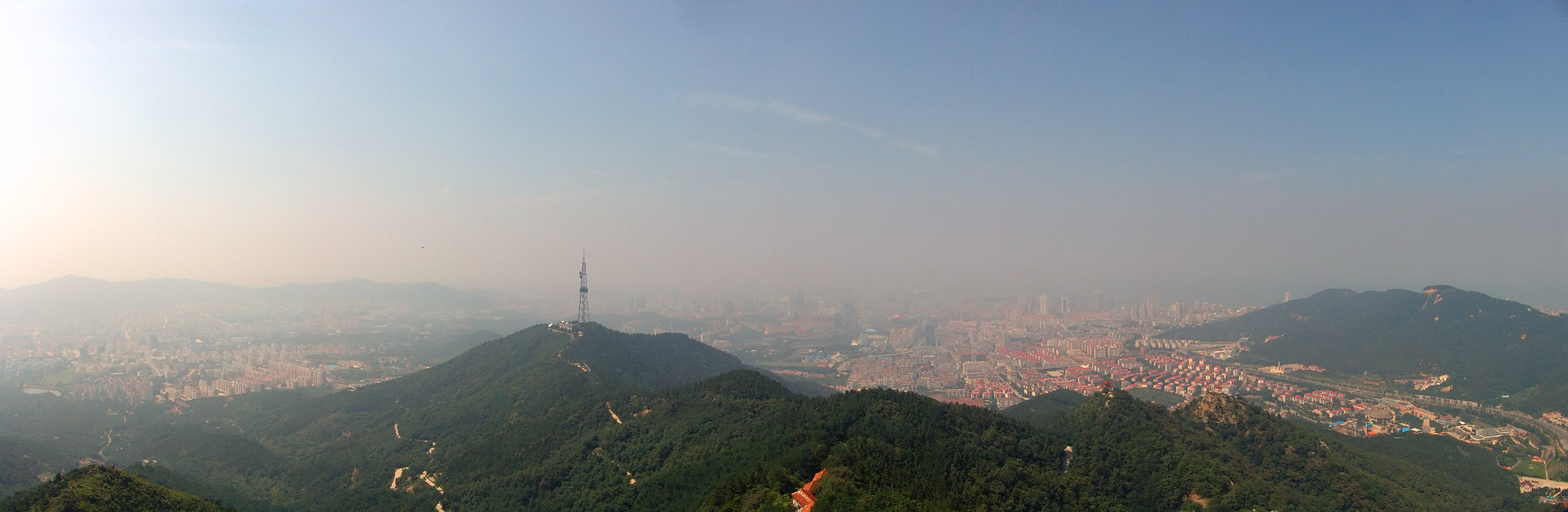
Панорама Янтая с горы парка Ташань

В округе представлена пищевая (винодельческая, консервная, мукомольная, табачная, рыбная, производство растительного масла), шелковая, машиностроительная (электромашиностроение, приборо- и станкостроение), химическая промышленность. Рыболовецкая база, небольшой металлургический завод, судоремонтные предприятия; бумажная и текстильная фабрики. Кустарные промыслы. Курорт. В районе — добыча железной руды. Валовой внутренний продукт в 2007 году составлял 287,9 млрд юаней.
В округе расположены химический комбинат Wanhua Chemical Group, завод космического оборудования 5-го НПО China Aerospace Science and Technology Corporation.

### Сельское хозяйство
Вдоль побережья расположены морские платформы, вокруг которых выращивают морепродукты.

## Транспорт
Имеются крупный морской порт, железнодорожный паром в Далянь (время в пути — 8 часов) и международный аэропорт.

### Рельсовый
Железнодорожной веткой от Ланьцуня Яньтай связан с железной дорогой Цзинань — Циндао. Важное значение имеют грузовые составы, перевозящие китайские, корейские и японские товары из порта Яньтая через Кашгар в Центральную Азию.  
К 2026 году Яньтай планируется соединить с городом Далянь на Ляодунском полуострове железнодорожным тоннелем под Бохайским заливом длиной 123 км, время в пути по которому будет составлять 40 минут.

## Образование

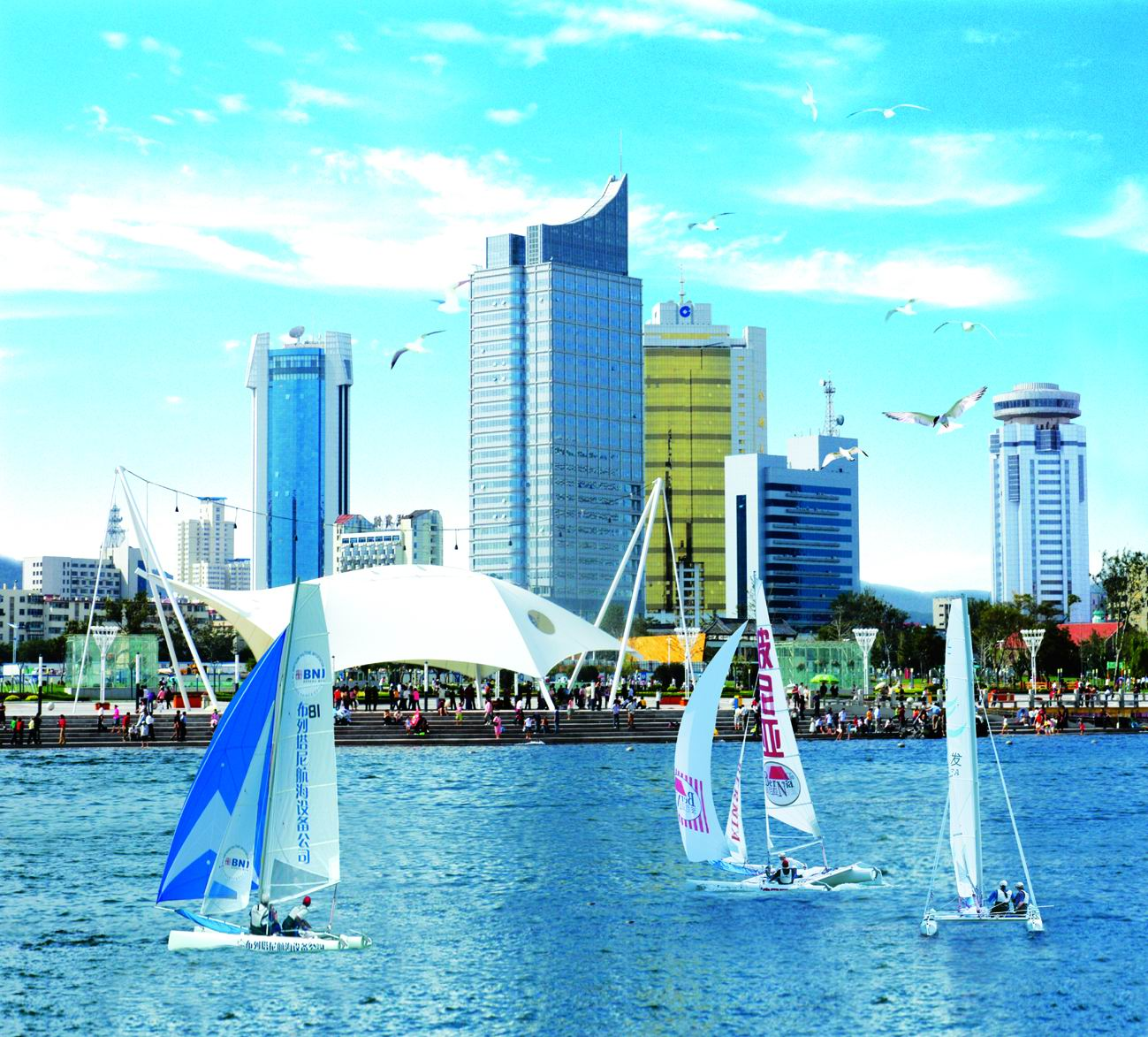
Яньтай

Имеется ряд высших учебных заведений:
- Яньтайский университет
- Шандуньский университет
- Государственный университет Лудун

## Города-побратимы
- Тихуана (исп. Tijuana), Мексика
- Бургас (болг. Бургас), Болгария
- Сомбатхей (венг. Szombathely), Венгрия
- Кемпер (фр. Quimper), Франция
- Анже (фр. Angers), Франция
- Беппу (яп. 別府), Япония
- Витория (порт. Vitória), Бразилия
- Кунсан (кор. 군산), Южная Корея
- Мияко (яп. 宮古), Япония
- Омаха (англ. Omaha), США
- Эребру (швед. Örebro), Швеция
- Пхукет (тайск. เทศบาลนครภูเก็ต), Таиланд
- Сан-Диего (англ. San Diego), США
- Тауранга (англ. и маори Tauranga), Новая Зеландия
- Ульсан (кор. 울산), Южная Корея
- Владивосток, Россия
- Вонджу (кор. 원주), Южная Корея
- Ростов-на-Дону, Россия